# 21 Dywizjon Artylerii Rakietowej
21 dywizjon artylerii rakietowej (21 dar) – pododdział artylerii rakietowej Wojska Polskiego.
Dywizjon został sformowany w 1958, w składzie 12 Dywizji Zmechanizowanej. Stacjonował w garnizonie Szczecin, w koszarach przy ulicy Ku Słońcu. W 1990 roku jednostka została rozformowana, a żołnierze i sprzęt wykorzystani do sformowania dywizjonu artylerii rakietowej w składzie 2 pułku artylerii mieszanej.

## Struktura organizacyjna
Dowództwo i sztab
- pluton dowodzenia
- trzy baterie

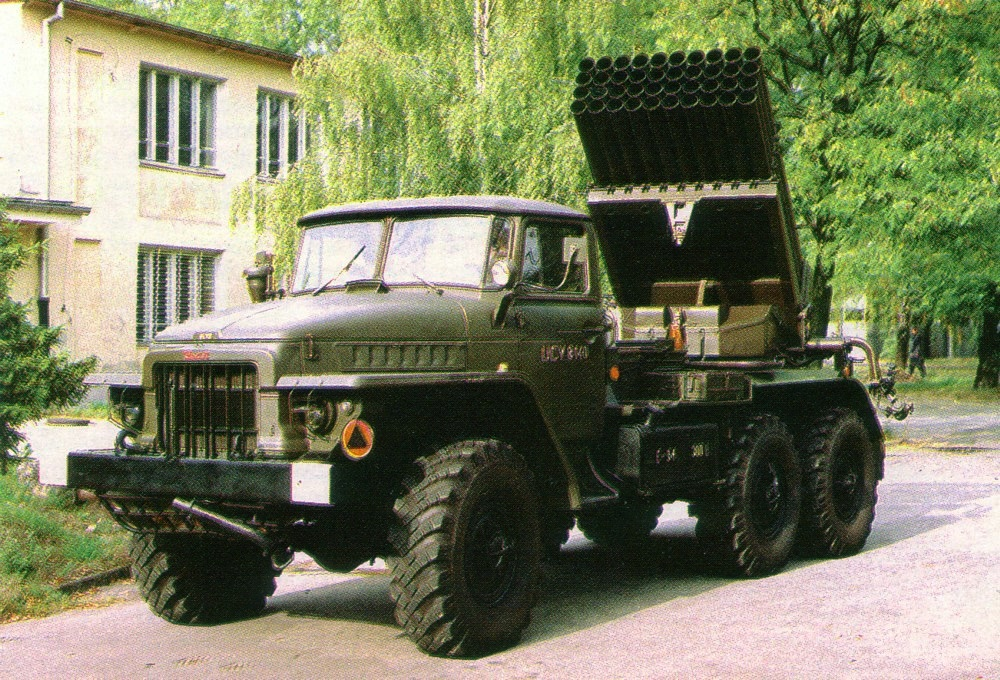
Wyrzutnia BM-21 w położeniu bojowym

  - dwa plutony ogniowe po dwie wyrzutnie
- pluton remontowy
- pluton zaopatrzenia,
- pluton medyczny

Razem w dar 21 dywizjonie było wyrzutni BM-21